# André Cordeiro
André Henrique de Oliveira Cordeiro (Belo Horizonte, 15 de março de 1974) é um nadador brasileiro. Nadou pelo Minas Tênis Clube.
Formado em educação física pela Universidade Federal de Minas Gerais e em fisioterapia pelo Centro Universitário de Belo Horizonte, é treinador de natação do Minas.

## Trajetória esportiva
André Cordeiro começou a nadar aos quatro anos de idade, no Minas Tênis Clube, por influência do irmão mais velho que já nadava, e porque sofria de bronquite asmática.
Participou do Campeonato Mundial de Natação em Piscina Curta de 1995, realizado no Rio de Janeiro, e ganhou a medalha de ouro no revezamento 4x100 metros livre, junto com Gustavo Borges, Fernando Scherer e Alexandre Massura, com a marca de 3m12s42.
Nas Olimpíadas de 1996 em Atlanta, André foi à final do revezamento 4x100 metros livre, ficando em quarto lugar.
Participou do Campeonato Mundial de Natação em Piscina Curta de 1999 em Hong Kong, na prova dos 200 metros livre.
André participou dos Jogos Pan-Americanos de 1999 em Winnipeg, onde conquistou a medalha de ouro nos 4x100 metros livre, e a medalha de prata nos 4x200 metros livre. O ouro no 4x100 metros livre foi recorde sul-americano, com a marca de 3m17s18, obtido junto com Gustavo Borges, Fernando Scherer e César Quintaes; a prata dos 4x200 metros livre foi obtida com a marca de 7m22s92, recorde sul-americano, junto com Gustavo Borges, Rodrigo Castro e Leonardo Costa.
No Campeonato Mundial de Natação em Piscina Curta de 2002 em Moscou, foi à final dos 4x200 metros livre, terminando em quarto lugar, e também esteve na final do 4x100 metros livre, terminando em quinto lugar.
Fez parte da comissão técnica da seleção brasileira no Campeonato Mundial Júnior de Natação de 2008, em Monterrey, no México.

### Recordes
André Cordeiro é o ex-detentor dos seguintes recordes:
Piscina olímpica (50 metros)
- Ex-recordista sul-americano do revezamento 4x100 metros livre: 3m17s18, obtidos em agosto de 1999, junto com Gustavo Borges, Fernando Scherer e César Quintaes[7]
- Ex-recordista sul-americano do revezamento 4x200 metros livre: 7m22s92, obtidos em agosto de 1999, junto com Gustavo Borges, Rodrigo Castro e Leonardo Costa[9]